# La Serreta (l'Espluga de Francolí)
La Serreta és una serra situada entre els municipis de l'Espluga de Francolí i Senan a la comarca de la Conca de Barberà i de Fulleda a la comarca de les Garrigues, amb una elevació màxima de 713 metres.